# Ammonià
Ammonià (Ammonianus, Ἀμμωνιανός) fou un escriptor grec que va viure al segle v. Es va dedicar a l'estudi dels poetes grecs.